# Чигорово
Чигорово — деревня в Вологодском районе Вологодской области.
Входит в состав Новленского сельского поселения (с 1 января 2006 года по 8 апреля 2009 года входила в Вотчинское сельское поселение), с точки зрения административно-территориального деления — в Вотчинский сельсовет.
Расстояние до районного центра Вологды по автодороге — 80 км, до центра муниципального образования Новленского по прямой — 10 км. Ближайшие населённые пункты — Балобаново, Максимищево, Дуброво.
По данным переписи в 2002 году постоянного населения не было.